# Egon Sendler
Egon Sendler ou Igor Egon Sendler (allemand : Egon Sendler), né le 1er août 1923 à Waldtal (Małkowice, Silésie, Allemagne, actuellement Pologne) et mort le 17 mars 2014 à Paris (France), est un hiéromoine de l'Église catholique de rite byzantin, membre de la Compagnie de Jésus, peintre d'icônes et historien d'art, enseignant. Il a exercé ses activités au Centre d'études russes Saint-Georges et a été recteur de la communauté jésuite de Meudon. Il est fondateur et directeur de l'atelier Saint-Georges de peinture d'icône à Meudon et à Versailles en France et de l'atelier Saint-André à Lausanne en Suisse. Il était membre de la mission catholique en Russie.

## Biographie

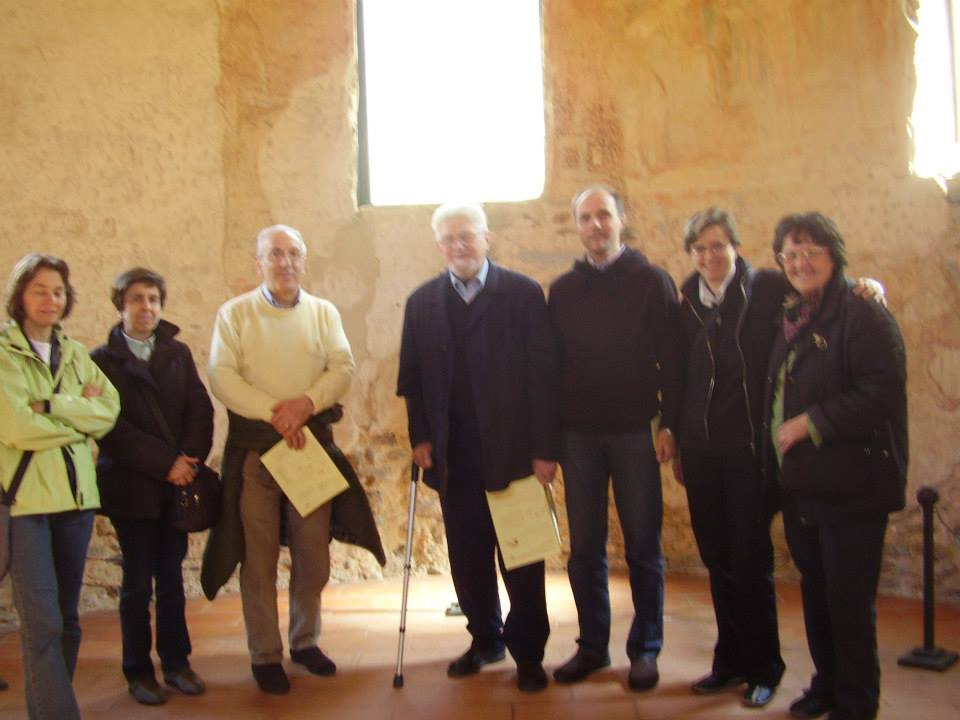
Sendler avec des étudiants de l'école de Seriate à Castelseprio.

Egon Sendler est né en Silésie, dans une famille allemande. Son père était directeur d'école et sa mère enseignait le dessin. À partir de la mort de son père en 1937, les circonstances économiques ont obligé la famille à déménager à Breslau (Wrocław). Durant la Seconde Guerre mondiale, il sert dans l'armée comme éclaireur ; il est envoyé au front. En Biélorussie, il est gravement blessé durant l'automne 1944. À sa sortie d'hôpital, il est envoyé en Bohème suivre des cours d'officier. C'est là qu'il tombe sur le front de l'Armée rouge, qui avance vers Berlin. Comme Allemand, il est arrêté avec les autres et envoyé par Prague et Dresde vers l'URSS. Pendant son transport il contracte le typhus et, finalement, se retrouve dans un camp pour prisonniers de guerre allemands dans la région de Tcherepovets, dans le Nord de la Russie. Il est libéré en 1948 et retourne à Berlin, où il décide d'entrer au noviciat chez les jésuites à Pullach im Isartal en Bavière. C'est à Munich et à Rome qu'il reçoit sa formation philosophique et théologique. À Rome, il vit au Collège Russicum. Plus tard, il part pour Paris, où il étudie l'histoire de l'art byzantin.
En 1956, il est ordonné prêtre selon le rite byzantin.
À la demande du responsable du centre Vladimir Soloviev du Russian Center de l'université Fordham de New York, Sendler rassemble une collection de diapositives d'icônes réunies aux musées du Vatican.
À partir de 1959 il enseigne au collège Saint-Georges à Meudon, où se développent ses talents de prêtre peintre d'icônes. Les peintures et les icônes réalisés durant cette période le sont dans la maison même du centre et dans une chapelle du camp d'été de Publier en Haute-Savoie, où les étudiants passent leurs vacances.
C'est à Meudon que Sendler organise les premiers cours de peinture russe ancienne, ensuite en Savoie, à Milan, Syracuse, Jérusalem, Buenos Aires et Lausanne. Il organise également des cours en Chine, au Japon, en Pologne, au Royaume-Uni, en Israël et aux États-Unis.
Depuis 1970, Sendler dirige l'école d'icône de Meudon. En 1980, il est nommé recteur de la communauté jésuite de Meudon et ce jusqu'à la fermeture du centre Saint-Georges en 2002. Depuis cette année 2002, l'atelier poursuit ses activités sous le nom d'atelier Saint-Georges et est situé : 21 rue de l'Ermitage à Versailles.
Sendler est un des fondateurs de l'École d'iconographie de Seriate au centre italien Christanskaïa Rossia.
À Lausanne, en Suisse, Sendler fonde l'Atelier Saint-André, où travaillent ses élèves.
Il faut citer, dans les lieux accessibles au public, parmi les travaux de Sendler : la fresque Russicum, une iconostase de l'église catholique byzantine de la Sainte-Trinité située à Paris (paroisse russe catholique de la Très-Sainte Trinité : 39, rue François-Gérard, 75016 Paris) et les peintures de sainte Anne à Harrisburg, dans l'État de Pennsylvanie, aux États-Unis, ou encore la décoration de la chapelle orthodoxe de Darbon à Publier en Haute-Savoie.
Sendler est l'auteur d'études fondamentales sur l'iconographie. Au début il a rédigé des articles à la demande de la direction des journaux publiés par les jésuites en France : Flamme et Symbole. Puis il a commencé à écrire une suite d'essais sur l'art russe de l'icône. Et finalement ces approches successives l'ont mené vers un approfondissement de ses recherches théologiques et artistiques qu'il a fait publier.

La contribution de Sendler à l'étude de l'iconographie byzantine et russe a été fort appréciée par l'Église orthodoxe russe, et le Journal du Patriarcat de Moscou remarque les liens que Sendler souligne entre les icônes, les Évangiles et la liturgie en se basant sur une documentation fort complète et minutieusement rassemblée :  
« C'est un livre richement documenté... qui a été remarqué par la presse européenne pour son niveau élevé : c'est la Bible des icônes et le meilleur livre de l'année sur les icônes. C'est un livre remarquable par le soin apporté à sa réalisation, par sa précision et sa beauté. »

## Fresques d'Igor Sendler au Collège Russicum

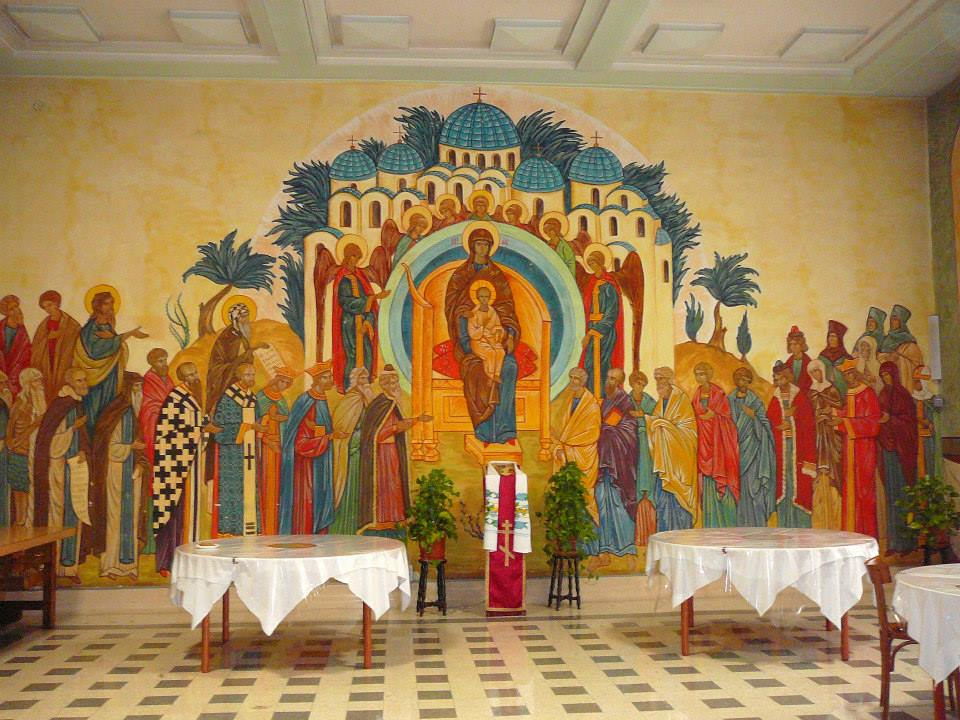
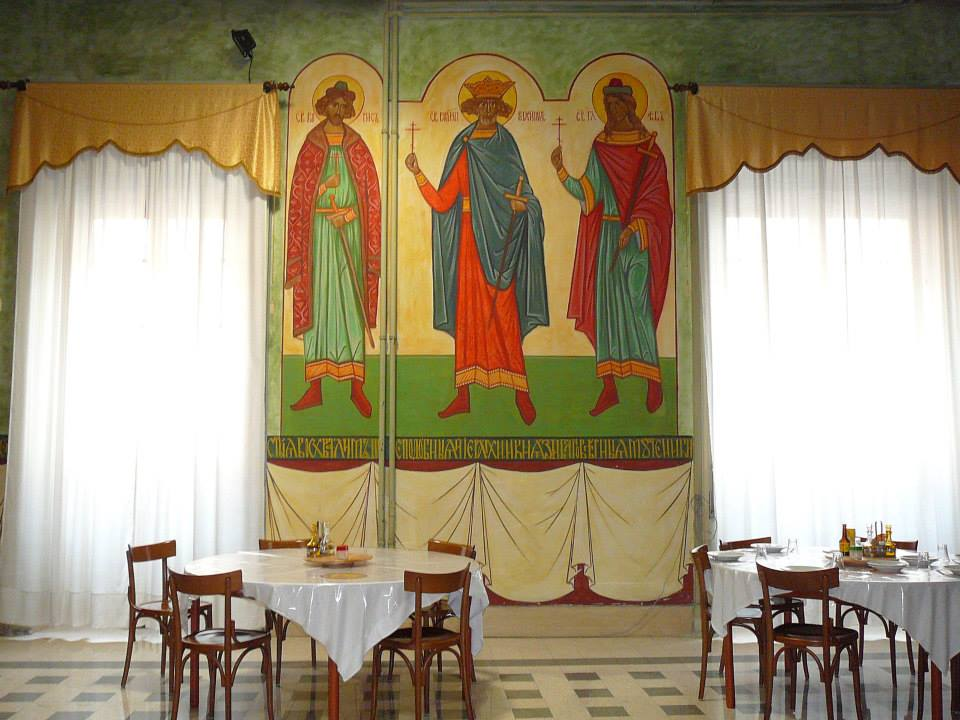
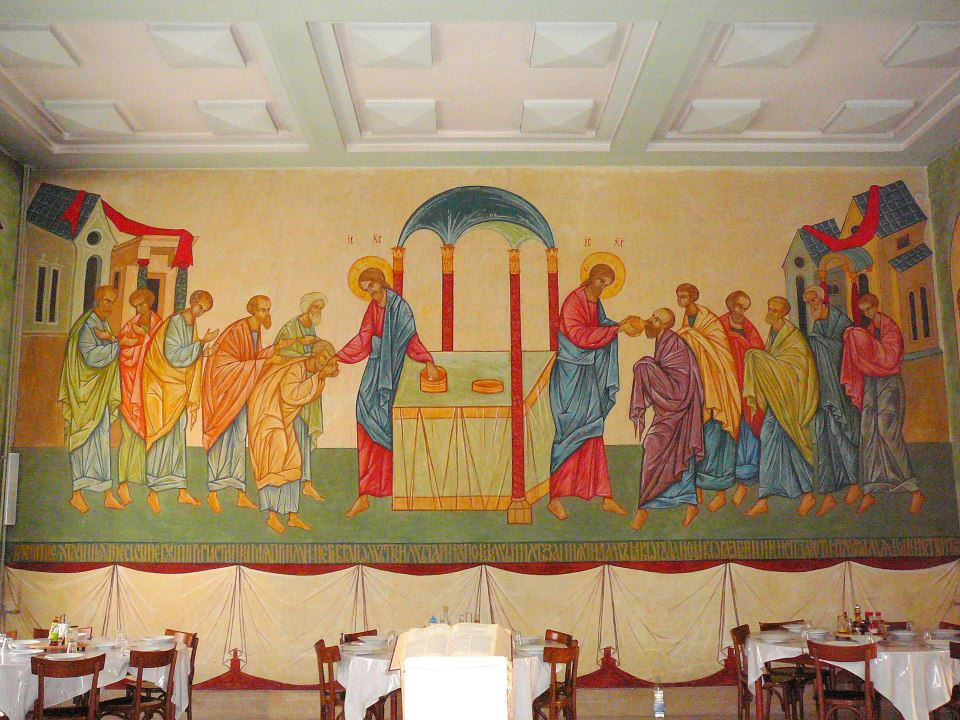
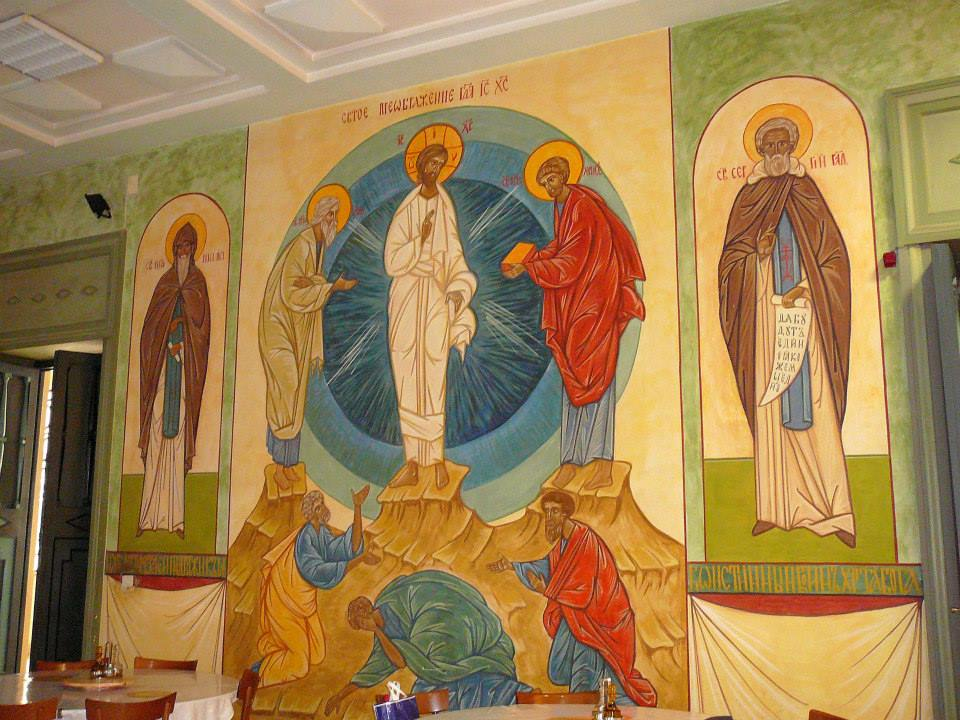
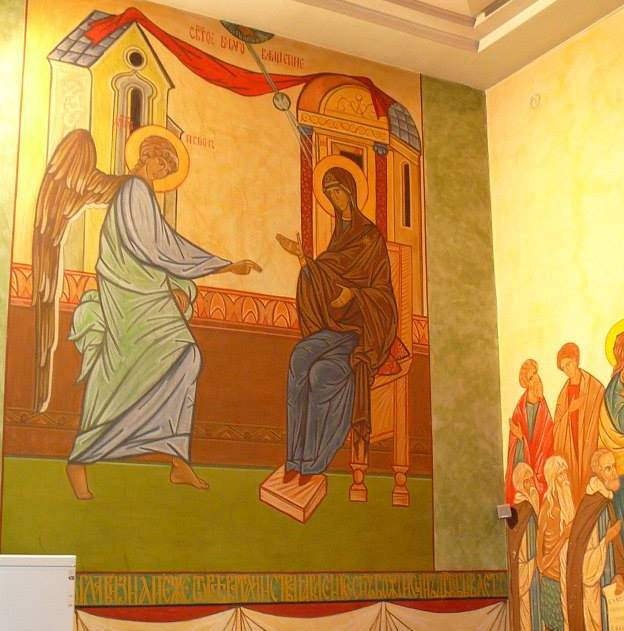

## Sources
- Vladimir Koloupaïev /Колупаев, Владимир Евгеньевич. La tradition russe dans l'école italienne de Seriate /Русские иконописные традиции в итальянской школе в Сериате // Труды IV научной конференции «Покровские дни». Nijni Novgorod: ГУ им. Лобачевского, 2012.
- Un collège jésuite pour les Russes: «Saint-Georges»: De Constantinopole à Meudon. 1921-1992. Paris. 1993
- Saint Georges, internat pour les enfants des immigrés russes en France Saint-Pétersbourg 2003